# ابراهیم‌آباد بالاجوین
ابراهیم‌آباد بالاجوین، روستایی است از توابع بخش عطاملک و در شهرستان جوین استان خراسان رضوی ایران.

## جمعیت
این روستا در زرین قرار داشته و بر اساس سرشماری سال ۱۴۰۱ جمعیت آن ۶۲۵نفر (۱۸۰ ) خانوار 
بوده است.